# Вдовенко, Владимир Кириллович
Владимир Кириллович Вдовенко (1924—1984) — заместитель командира расчета 1248-го армейского артиллерийского Запорожского истребительно-противотанкового (ААЗИПТ) полка 6-й армии 1-го Украинского фронта, сержант, Герой Советского Союза (1945).

## Биография
Родился 29 апреля 1924 года в г. Свердловск ныне Луганской области Украины в семье рабочего. Украинец.
На фронт Великой Отечественной войны был призван в июле 1941 года Свердловским РВК Ворошиловградской области. Член ВЛКСМ. Воевал на 3-м Украинском и 1-м Украинском фронтах, был тяжело ранен.
Отличился в бою на Одере. 7 февраля 1945 года у населённого пункта Мальч (ныне Мальчице, Польша) расчёт Вдовенко отразил несколько вражеских атак, уничтожил 2 пулемёта, пушку, много немецких солдат и офицеров.
После демобилизации в 1946 году в звании старшины В. К. Вдовенко жил в Новочеркасске. Работал преподавателем ВУЗа. Член КПСС с 1964 года.
Умер 28 февраля 1984 года, похоронен в Новочеркасске.

### Семья
- Жена — Вдовенко Людмила Федоровна (1924—1999).
- Дочь — Вдовенко (Леонидова) Ангелина Владимировна (1948—2016).

## Награды
- Указом Президиума Верховного Совета СССР от 10 апреля 1945 года присвоено звание Героя Советского Союза с вручением ордена Ленина и медали «Золотая Звезда».
- Награждён орденом Ленина (1945), орденами Отечественной войны 1 и 2 степеней, а также медалями, среди которых медаль «За отвагу» (1944).

Из документа на представление к званию Героя Советского Союза:

В период наступательных боёв на плацдарме р. Одер и расширения его сержант Вдовенко проявил исключительный героизм, отвагу и бесстрашие. Как подлинный воин, командир Красной Армии, не жалея сил и своей жизни самоотверженно дрался с немецкими захватчиками.
07.02.1945 г. получив боевой приказ о занятии о занятии боевого порядка в районе заводов в районе с. Мальч сержант Вдовенко совместно со старшим сержантом Хайрулиным одни из первых выбросились на открытую огневую позицию, прямой наводкой в упор рсстреливая немецкую пехоту, имея задачу сбросить наши части в р. Одер.

… 

Только в этом бою тов. Вдовенко из личного оружия, штыком и прикладом уничтожил 12 немцев. Немцы. Не выдержав стремительного удара храбрецов, бежали и прикрывали своё бегство ручным пулемётом. Сержант Вдовенко и ст. сержант Хайруллин с гранатами в руках бросились на пулемёт и уничтожили его.
Проложенный храбрецами путь позволил нашей пехоте восстановить свои прежние позиции.
Только благодаря исключительной самоотверженности и героизму все атаки немцев захлебнулись а вместе с тем провалился их план захвата переправы через р. Одер.
В этих контратаках сержантом Вдовенко совместно со ст. сержантом Хайруллиным было уничтожено 2 пушки, одно 20 мм орудие и более 100 чел. немецких солдат и офицеров.
Достоин присвоения звания Героя Советского Союза.
Командир 1248 ААЗИПТ полка: гвардии подполковник Лангер
11 февраля 1945 г.

## Память
- Вдовенко В. К. занесён в Книгу Памяти Луганской области.
- В Новочеркасске установлены мемориальные доски Герою: на главном корпусе НГМА — «Здесь с 1976 по 1984 гг. работал Герой Советского Союза Вдовенко Владимир Кириллович (1924—1984 гг.)» и на доме, где он жил (ул. Крылова 3) — «Здесь жил Герой Советского Союза Вдовенко Владимир Кириллович».[1]